# 新市一路駅
新市一路駅（しんしいちろえき）は、台湾新北市淡水区にある新北捷運淡海軽軌緑山線の駅。駅は淡金路二段と新市一路の交差点北側に設置され、駅番号はV06。

## 歴史
- 2014年11月23日 - 当駅を含む工区起工[1]。
- 2016年5月13日 - 駅名確定[2]。
- 2018年
  - 4月 - 駅番号変更（G3A→V06）[3]。
  - 12月24日 - 開業[4]。

## 駅構造
相対式ホーム2面2線の高架駅。

### 駅階層
| 地上 二階                      |                                                                 |                                                            |
| 相対式ホーム、右側のドアが開く |                                                                 |                                                            |
| 1番線                          | →緑山線 崁頂方面、藍海線直通 淡水漁人碼頭方面（淡水行政中心駅） |                                                            |
| 2番線                          | →緑山線 紅樹林方面（淡金北新駅）→                               |                                                            |
| 相対式ホーム、右側のドアが開く |                                                                 |                                                            |
| 地上 一階                      | 出入口                                                          | 出入口、コンコース、自動券売機、簡易改札機、エスカレーター |

## 利用状況
| 年   | 年間利用客数 | 年間利用客数 | 年間利用客数 | 年間利用客数 | 1日平均 | 1日平均 |
| 年   | 乗車         | 下車         | 乗降計       | 出典         | 乗車    | 乗降    |
| ---- | ------------ | ------------ | ------------ | ------------ | ------- | ------- |
| 2018 | 資料なし     | 資料なし     | 資料なし     | [ 注 2 ]     | -       | -       |
| 2019 | 125,000      | 198,000      | 323,000      | [ 注 3 ]     | 374     | 967     |
| 2020 | 175,000      | 254,000      | 429,000      | [ 7 ]        | 478     | 1,172   |
| 2021 | 178,000      | 243,000      | 421,000      | [ 8 ]        | 488     | 1,153   |

## 駅周辺
- 全聯福利中心（中国語版）淡水中山店
- YouBike（新北市公共自転車（中国語版））軽軌新市一路站

## 隣の駅
新北捷運
■淡海軽軌緑山線
淡金北新駅 (V05) - 新市一路駅 (V06) - 淡水行政中心駅 (V07)

### 註釈
1. ↑  ただし各年の『新北市捷運統計年報』では、年間の数値が千人単位での公表であり、1日平均の場合は誤差が出ることを考慮する必要がある。
2. ↑  無料期間
3. ↑  平均は2月1日の有料化後、334日間で算出[6]